# Andy McKee (Bassist)
Andrew G. „Andy“ McKee (* 11. November 1953 in Philadelphia) ist ein US-amerikanischer Jazz-Bassist.

## Leben
McKees Mentor in seinen Anfangsjahren war Philly Joe Jones; seine Karriere begann er bei Walt Dickerson (To My Queen Revisited 1979). 1983 trat er mit der Jazz Machine von Elvin Jones im New Yorker Village Vanguard auf. Mitte der 1980er Jahre lebte er in Frankreich, wo er mit Michel Petrucciani arbeitete und bei zwei Alben mitwirkte; von 1992 bis 2003 war er Mitglied der Mingus Big Band (Gunslinging Birds). Er wirkte außerdem bei Aufnahmen von Barry Altschul (That's Nice, Soul Note 1986) und Doudou Gouirand (Forgotten Tales 1985 featuring Don Cherry) mit. Unter eigenem Namen legte er die Alben Good Roots (Mapleshade Records, 1997; mit Ed Cherry) und One World (Consolidated Artists 2002), letzteres mit Joe Locke, Alex Foster, Idris Muhammad, Badal Roy und Milton Cardona. Mit Manolo Badrena und Dave Stryker bildete er das Trio Mundo, das 2002 das Grammy-nominierte Album Carnaval einspielte, gefolgt von Trio Mundo Rides Again (2004).
Ab den 2020er-Jahren arbeitete McKee weiterhin  mit René Bottlang, Oliver Lake, Vic Juris und Billy Hart (Autumn in New York) und mit Patrick Bianco's Cannonsoul (Remembering Cannonball Adderley). Zu hören ist er auch auf The Charles Mingus Centennial Sessions der Mingus Big Band (2022).